# Goede tijden, slechte tijden (seizoen 19)
Het negentiende seizoen van Goede tijden, slechte tijden startte op 26 augustus 2008. Het seizoen werd elke werkdag uitgezonden op RTL 4. In augustus 2018 werd het volledige seizoen uitgebracht op dvd.

## Rolverdeling

### Aanvang
Het negentiende seizoen telde 225 afleveringen (aflevering 3646-3870)
| Acteur               | Personage             | Afleveringen                            |
| -------------------- | --------------------- | --------------------------------------- |
| Jette van der Meij   | Laura Selmhorst       | Hele seizoen                            |
| Bartho Braat         | Jef Alberts           | Hele seizoen                            |
| Caroline De Bruijn   | Janine Elschot        | Hele seizoen                            |
| Erik de Vogel        | Ludo Sanders          | Hele seizoen                            |
| Charlotte Besijn     | Barbara Fischer       | Hele seizoen                            |
| Sabine Koning        | Anita Dendermonde     | 3646–3760                               |
| Lieke van Lexmond    | Charlie Fischer       | Hele seizoen                            |
| Koert-Jan de Bruijn  | Dennis Alberts        | 3646–3674, 3759–3765                    |
| Inge Schrama         | Sjors Langeveld       | Hele seizoen                            |
| Christophe Haddad    | Nick Sanders          | Hele seizoen                            |
| Chris Comvalius      | Dorothea Grantsaan    | 3646–3722                               |
| Everon Jackson Hooi  | Bing Mauricius        | Hele seizoen                            |
| Marly van der Velden | Nina Sanders          | Hele seizoen                            |
| Mark van Eeuwen      | Jack van Houten       | 3676–3870 (onderbreking i.v.m. Flexwet) |
| Ruud Feltkamp        | Noud Alberts          | 3646–3854 (onderbreking i.v.m. Flexwet) |
| Gigi Ravelli         | Lorena Gonzalez       | Hele seizoen                            |
| Liza Sips            | Vicky Pouw            | 3646–3854                               |
| Ferri Somogyi        | Rik de Jong           | Hele seizoen                            |
| Ruben Lürsen         | Floris van Wickenrode | 3646–3764                               |
| Peter Post           | Martijn Huygens       | Hele seizoen                            |
| Anita Donk           | Irene Huygens         | Hele seizoen                            |
| Alexandra Alphenaar  | Ronja Huygens         | Hele seizoen                            |
| Emiel Sandtke        | Dex Huygens           | Hele seizoen                            |

### Nieuwe rollen
De rollen die in de loop van het seizoen werden geïntroduceerd als belangrijke personages
| Acteur            | Personage      | Afleveringen |
| ----------------- | -------------- | ------------ |
| Marjolein Keuning | Maxime Sanders | 3686–3870    |
| Jan Kooijman      | Danny de Jong  | 3769–3870    |
| Ferry Doedens     | Lucas Sanders  | 3867–3870    |

### Bijrollen
| Acteur            | Personage                | Afleveringen         |
| ----------------- | ------------------------ | -------------------- |
| Elly de Graaf     | Rosa Gonzalez            | Hele seizoen         |
| Willeke Alberti   | Josephine van Wickenrode | 3646–3700            |
| Zoë van Ast       | Maxime Sanders           | 3660, 3673           |
| Kenneth Herdigein | Stanley Mauricius        | 3726–3729, 3793–3806 |
| Roscoe Leijen     | René Meijer              | 3649–3754            |
| Thomas de Bres    | Guus van Manen           | 3747–3784            |
| Bas Muijs         | Stefano Sanders          | 3759–3765            |
| Emile Jansen      | Huibert Rem              | 3730–3747            |
| René van Kooten   | Frederik Waals           | 3837–3851            |
| Annette Barlo     | Lies de Weerdt           | 3839–3870            |
| Elizabeth Hubbard | Sair Poindexter          | 3869-3870            |